# Bloodhound
Bloodhound – jedna z ras psów, należąca do grupy psów gończych, posokowców i ras pokrewnych, zaklasyfikowana do sekcji psów gończych. Znajduje się w podsekcji dużych psów gończych. Typ wyżłowaty.
Według klasyfikacji FCI podlega próbom pracy.

## Rys historyczny
Nazwa bloodhound skojarzeniowo wskazuje na psa pracującego „na farbie”, czyli idącego za śladami krwi rannej ofiary, jednak wcześniejsza nazwa angielska blooded hound oznaczała psa czystej krwi. Fakt ten znajduje potwierdzenie w historii rasy. Współczesne bloodhoundy są potomkami w głównej linii psów św. Huberta, które przez wiele stuleci były hodowane w klasztorze w Ardenach, całkowicie izolowane od możliwości krzyżowania się z innym psami. Psy św. Huberta bezpośrednio wywodziły się od dawnych gończych psów celtyckich, które opaci jako zapaleni myśliwi objęli opieką. W 1066 roku Wilhelm Zdobywca sprowadził je do Anglii. Aktualnie FCI nie rozróżnia psów św. Huberta i bloodhoundów, przyjęło dla nich jeden wzorzec, który opisuje psa głównie w typie angielskim.
Istnieją przekazy piśmienne podające, że w XI wieku na Wyspach Brytyjskich istniały psy myśliwskie (bloodhoundy), które mieszano z psami przywiezionymi z kontynentu i wykorzystywano je jako niezrównanych tropicieli, m.in. do pogoni za zbiegłymi więźniami. Tego typu psy posiadali głównie reprezentanci wyższych stanów w społeczeństwie feudalnym. W Polsce pierwsze bloodhoundy pojawiły się w XIV wieku, towarzyszyły orszakowi królowej Jadwigi, gdy ta przybyła objąć tron polski.
Po raz pierwszy na oficjalnej wystawie psów bloodhounda zaprezentowano w 1860 roku (Birmingham).

## Wygląd

### Budowa

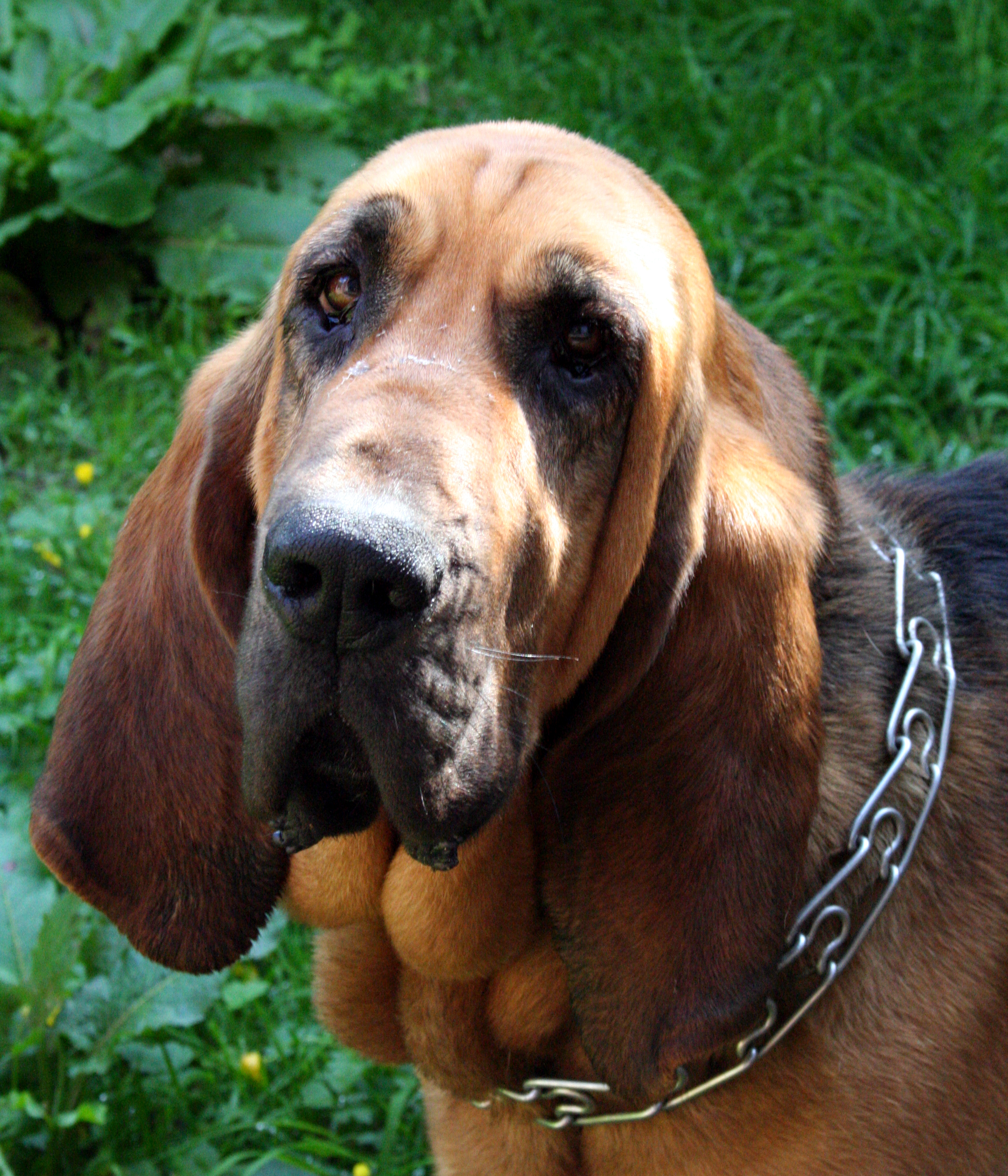
Głowa bloodhounda

W roku 2001 wzorzec bloodhounda został zmodyfikowany: nacisk położono na użytkowe walory, współczesne psy są nieco lżejsze i sprawniejsze niż te hodowane u schyłku ubiegłego stulecia.
Za najbardziej typowe cechy rasy uważa się:
- duże fafle, zwisające nawet 5 cm poniżej żuchwy
- charakterystyczną wąską głowę z wyraźnym guzem potylicznym i z pofałdowaną obfitą skórą (głowa samców jest mocniejsza, a skóra bardziej pomarszczona niż u suk)
- oryginalny, bardzo wydatny ruch, przypominający swingowanie. Obecny bloodhound nie jest już psem powolnym ani ociężałym, takie psy nie są pożądane w hodowli: stawia się na psa energicznego, szlachetnego, masywnego i kościstego, ale nie limfatycznego.

### Szata i umaszczenie
Sierść bloodhounda jest krótka, włos na głowie i uszach bardzo delikatny i miękki, na spodzie ogona nieco dłuższy i sztywny. Umaszczenie rude, czarne lub wątrobiane z podpalaniem. Akceptowane są małe plamy w kolorze białym na ogonie, łapach i klatce piersiowej. Psy o maści płowej muszą mieć wyraźnie pigmentowany nos.

### Oczy
Średniej wielkości, barwy brązowej, orzechowej lub bursztynowej, prawidłowo osadzone. Dopuszczalne lekko obwisłe dolne powieki, tęczówka w całości widoczna.

### Nos
Szeroki, barwy czarnej lub brązowej.

### Uszy
Ogromne, długie, zwisające po bokach głowy, bardzo nisko osadzone, pokryte aksamitną sierścią.

### Wargi
Długie, miękkie, zwisające do 5 cm poniżej żuchwy. Nadają kufie kwadratowy kształt. Płynnie przechodzą w stronę szyi i podgardla, gdzie zlewają się z łałokiem.

### Szyja
Długa, pozwalająca na swobodne wąchanie podłoża, muskularna, silna, z obfitą, luźną, delikatną skórą, która tworzy podwójne podgardle.

### Ogon
Gruby, mocny, długi, wysoko osadzony i noszony, szablasto wygięty.

## Zachowanie i charakter
Bloodhound jest psem spokojnym i opanowanym, choć w stosunku do obcych nieufnym. Zazwyczaj dobrze dogaduje się z innymi psami, ale ma silny instynkt myśliwski, który może być zagrożeniem dla mniejszych zwierząt. W pracy uparty i zacięty, wykazuje dużą dozę niezależności. Dla znanych mu osób łagodny i serdeczny. Ma niski, tubalny głos.

## Użytkowość
Pies o nadzwyczaj czułym węchu i pasji poszukiwawczej, sprawdza się przede wszystkim jako znakomity sojusznik policji i służb ratowniczych, podczas gdy nie używa się go już do polowań, choć z powodzeniem startuje w konkursach myśliwskich dla tropowców. Bloodhound jest pierwszą rasą, która została wykorzystana w służbach porządkowych – miało to miejsce w roku 1805 w Anglii.

## Zdrowie i pielęgnacja
Bloodhound jest odporny na niekorzystne warunki klimatyczne, wymaga za to sporej dawki ruchu. Do najczęściej występujących u przedstawicieli tej rasy schorzeń należą dysplazja stawów biodrowych i łokciowych oraz zwyrodnienia kręgosłupa. Bloodhoundowi grozi także skręt żołądka. Należy pilnować jego wagi, gdyż nadwaga u psa tej rasy może prowadzić do niewydolności serca i nerek. Pielęgnacja szaty nie nastręcza szczególnych trudności, szczególną uwagę należy przykładać do utrzymywania w czystości fałd skórnych oraz higieny oczu i uszu. Długość życia: 10 do 12 lat.

## Popularność
Bloodhound cieszy się dużą popularnością w USA. W Polsce występuje nielicznie.